# 虫めづる姫君
『虫めづる姫君』（むしめづるひめぎみ、英: The Lady who Loved Insects）は、 社会の慣習に反し、平安の宮廷婦人に期待される振る舞いを破る女性を描いた、12世紀の日本の物語。短編小説集『堤中納言物語』内の10話ある短編の一つである。

## ストーリー
主人公は昆虫を飼育し、彼女の供の者に「昆虫の名前」を付け、子どもたちにも「虫のアダ名」をつけて、手下のようにして、虫をつかまえてこさせる。そして毛皮のような毛虫を含む歌詠を好んで、他人には笑いをもたらす。さらに風変わりなものとして描写されているのは、彼女が身なりを気にしないことで、髪を耳の上に掻き上げ、眉毛を抜きもせず、 歯を黒くすることを怠る、など。そんな姫君に対する世間の陰口などが語られていく。
物語の後半には、上流貴族の御曹司で「右馬佐」を務める男が姫君に興味を持ち始め、リアルな蛇の作り物をプレゼントして驚かそうとしたり、ちょっかいを出す人物として登場する。策を講じてこっそり姫君の様子を覗き（垣間見）にいくと、姫君は当時にあって自分自身の姿を男性に見せることも厭わない。
そんな姫君の姿を覗見ながら、「気品があり器量はあるが、きちんと化粧をしたらいいのに残念だ」と思い、「ああ、なんて残念だ！なぜ彼女はそんな変わった心を持っているのですか？」と後は歌を詠んで伝え、返事を待つ。侍女は嘆くが、姫君は「人間、悟ってしまえば何も恥ずかしいことなんてない」と取り合わず、代わりの者の返歌に、男は「毛虫のような眉毛の端に当たれるような人もいない」と笑って去っていく。
初期の恋愛関係は物語とともに終わり、それは第三者からみて殆ど驚くに当たらない が、この物語、最後は「第二話に続く」で締められている。

## 解釈
ドナルド・キーンは、読者は彼女の自立心に魅了されるかもしれないが、おそらく偏心的な行動と型にはまらない味を持つ人々を風刺させようとしていたと示唆している 。
ロバート・バッカスは、現代の読者目線で「平安の女らしい美の概念の過度の不自然さ」よりも、彼女の独立心と自然さを好むと指摘 。彼はまた、物語内容と説話の伝承との類似点から数々の逸話が語られる人物、蜂飼大臣（はちかいおとど）として足高（あしたか）、角短（つみみじか）、羽斑（はねだら）などの蜂に愛称を与えて飼っていたとされる藤原宗輔（1077年から1162年）をモデルに描いているとしている  。
Michele Marraはさらに、宗輔の話を御所正統派に挑戦する節度に結びつけ、物語が平安時代末期には仏教心が藤原貴族の価値観よりも好ましいと思われていたのかもしれないことを示唆している 。